# 魔術師的大象 (電影)
《魔術師的大象》（英語：The Magician's Elephant）是一部2023年美國及澳大利亞合製的電腦動畫奇幻冒險片，由溫迪·羅傑斯（Wendy Rogers）執導，由馬丁·海因斯編劇，改編自凱特·迪卡米洛的同名小說《魔術師的大象》。電影由諾亞·朱佩聲演彼得，一個尋找失散多年的妹妹艾黛兒的男孩，阿德爾由皮格茜·黛薇絲配音。此外，其他配音員包括黃凱旋、西安克·福德、布萊恩·泰瑞·亨利、阿西夫·曼迪維、曼迪·帕廷金、米蘭達·李察遜、克·里夏、洛林·杜桑。電影由動物邏輯製作動畫。
電影於2023年3月17日在Netflix發行，所獲評價普遍褒貶不一。評論稱讚電影傳遞的訊息，批評則針對平淡可預測的情節。本片入圍第96屆奧斯卡金像獎最佳動畫片角逐名單。

## 劇情
彼得正在尋找他失散多年的妹妹艾黛兒（Adele）。一位占卜師告訴他去找一位帶著大象的魔術師。

## 配音員
- 諾亞·朱佩聲演彼得（Peter）
- 黃凱旋聲演魔術師
- 皮格茜·黛薇絲（英语：Pixie Davies）聲演艾黛兒（Adele）
- 西安克·福德（英语：Sian Clifford）聲演格洛麗亞·馬蒂安（Gloria Matienne）
- 布萊恩·泰瑞·亨利聲演利奧·馬蒂安（Leo Matienne）
- 阿西夫·曼迪維聲演國王
- 曼迪·帕廷金聲演薇娜·盧茨（Vilna Lutz）
- 米蘭達·李察遜聲演拉沃恩夫人（Madam LaVaughn）
- 娜塔西婭·德米特里歐（英语：Natasia Demetriou）[2]聲演占卜師
- 唐·弗蘭奇[2]聲演瑪麗修女（Sister Marie）

## 製作
2009年8月17日，20世紀福斯宣布馬丁·海因斯撰寫了劇本，改編自小說《魔術師的大象》，朱莉婭·皮斯托爾（Julia Pistor）也確認為這部電影的製片人。2020年12月15日，在陷入開發地獄多年後，Netflix宣布獲得該書的電影版權，以開發動畫電影，且由動物邏輯製作動畫。在同天也宣佈，諾亞·朱佩、皮格茜·黛薇絲、黃凱旋、西安克·福德、布萊恩·泰瑞·亨利、阿西夫·曼迪維、曼迪·帕廷金、米蘭達·李察遜、克·里夏、洛林·杜桑配音此電影。

## 外部連結
- 互联网电影数据库（IMDb）上《魔術師的大象》的资料（英文）
- 在Netflix上觀看《魔術師的大象》